# John Churchill, 1. hertug af Marlborough
John Churchill, 1. hertug af Marlborough KG (26. maj 1650 – 16. juni 1722) (efter gammel tidsregning) var en engelsk soldat og statsmand, hvis karriere strakte sig over fem regenters tid i slutningen af det 17. og begyndelsen af det 18. århundrede. Han begyndte som en uanselig page ved Stuarternes hof i England, men hans medfødte mod på slagmarken sikrede ham hurtig forfremmelse og anerkendelse fra hans herre og mentor, Jakob, hertug af York. Da Jakob blev konge i 1685, spillede Churchill en stor rolle ved nedkæmpelsen af Hertugen af Monmouths opgør, men blot tre år senere opgav Churchill den katolske konge til fordel for protestanten Vilhelm af Oranje.
Ved Vilhelms kroning blev Churchill adlet som jarl af Marlborough. Han tjente med udmærkelse i Irland og Flandern under den Pfalziske Arvefølgekrig. Under Vilhelm og Marias regentskab var forholdet køligt til Marlborough og hans indflydelsesrige kone Sarah. Efter ødelæggende beskyldninger om en hemmelig forståelse med den landflygtige kong Jakob blev Marlborough afskediget fra alle militære og civile embeder og sat i fængsel i Tower i London. Først efter dronning Marias død, og da en ny stor europæisk krig truede, blev Marlborough taget til nåde af Vilhelm.
Marlboroughs indflydelse ved hoffet nåede sit højdepunkt med Sarahs nære veninde, dronning Anne. Med forfremmelse til øverstkommanderende (general-kaptajn) for de britiske styrker og senere udnævnelse til hertug fik Marlborough international berømmelse i den Spanske Arvefølgekrig, hvor han på slagmarkerne ved Blenheim, Ramillies og Oudenarde fik sikret sin plads i historien som en af Europas største generaler. Da hans kone faldt i unåde hos dronning Anne, pressede toryerne på for at vælte ham. De var fast besluttet på at slutte fred med Frankrig. Marlborough blev afskediget fra alle civile og militære poster med anklager om bedrageri, men han genvandt den kongelige gunst, da George 1. af Storbritannien fulgte Anne på tronen i 1714. Han fik alle sine tidligere embeder tilbage, men hans helbred svigtede, og efter en række slagtilfælde døde han i sin seng på Windsor Lodge den 16. juni 1722.

## Tidlige år (1650–78)

### Ashe House
Ved slutningen af den engelske borgerkrig fik lady Eleanor Drake selskab i sit hjem i Devon, Ashe House, af sin tredje datter Elizabeth og dennes mand, Winston Churchill. I modsætning til sin svigermor, som havde støttet Rundhovederne – dvs. parlamentet – havde Winston haft det uheld at kæmpe på den tabende side i krigen, hvorfor han, som så mange andre kavalerer, blev tvunget til at betale erstatning – i hans tilfælde £446 18s. Denne store bøde havde forarmet den tidligere royalistiske kavalerikaptajn, hvis motto Fiel Pero Desdichado (Trofast, men uheldig) stadig bruges af hans efterkommere.
Elizabeth fødte 12 børn, hvoraf kun fem overlevede spædbørnsalderen. Den ældste datter, Arabella, blev født i februar 1649. Den ældste søn, John, blev født året efter den 26. maj. Opvæksten under disse forholdsvis fattige forhold med familiespændinger på grund af modstridende troskabsforhold kan have sat et varigt præg på den unge Churchill. Hans fars navnebror og John Churchills levnedsbeskriver sir Winston Churchill, skrev – "[Betingelserne på Ashe] kunne godt have vækket to fremherskende følelser i hans sind: Først et had til armod og behovet for at skjule tanker og følelser for dem, for hvem de ville være afskyvækkende."
Efter genetableringen af kongemagten med Karl 2. af England som konge i 1660 forbedredes hans fars situation, selv om han ikke blev velhavende. I 1661 blev Winston medlem af parlamentet for Weymouth, og som et tegn på kongelig gunst fik han også belønninger for tab, han havde lidt under kampen mod parlamentet under borgerkrigen, herunder en udnævnelse til kommissær for irske jordrettigheder i Dublin i 1662. Mens han var i Irland, gik John på Dublin Free School, men et år efter blev hans far kaldt tilbage som "Junior Clerk Comptroller" på slottet i Whitehall, og hans skole blev St. Paul's School i London. Karls egen pengemangel betød, at gamle kavalerer ikke fik mange kontante belønninger af kongen, men det, han kunne tilbyde – og som ikke kostede ham noget – var stillinger ved hoffet for deres afkom. Derfor blev Winston Churchills ældste datter Arabella i 1665 pige for Anne Hyde, hertuginden af York, og blev nogle måneder senere fulgt af sin bror John som page for hendes mand Jakob.

### Tidlige militære erfaringer
Hertugen af York var stærkt optaget af alt, hvad der vedrørte hær og flåde, og den interesse smittede af på den unge Churchill. Han ledsagede ofte hertugen, når denne inspicerede soldater i de kongelige parker, og det varede ikke længe, før drengen havde besluttet sig til at blive soldat. Den 14. september 1667 blev han kadet i kongens eget kompagni i 1. garderegiment, der senere blev til grenadergarden.  Hans karriere blev yderligere fremmet, da han i 1668 sejlede til den nordafrikanske forpost Tanger, som kort forinden var blevet engelsk som en del af medgiften med Karls portugisiske gemalinde, Catherine af Braganza. I grov modsætning til livet ved hoffet blev Churchill der i tre måneder og fik førsteklasses taktisk træning og kamperfaring under træfninger med maurerne.
Han kom tilbage til London i februar 1671, hvor hans kønne træk og manerer – beskrevet af lord Chesterfield som "uimodståelige for både mænd og kvinder" snart tiltrak sig glubende opmærksomhed fra en af kongens mest bemærkelsesværdige elskerinder, Barbara Villiers, hertuginden af Cleveland. men hans forbindelse med den umættelige forførerske var bestemt farlig. En beretning fortæller, at da hans majestæt dukkede op, sprang Churchill ud af sin elskerindes seng og gemte sig i skabet, men kongen – som selv var dreven i slige sager – opdagede hurtigt den unge Churchill, som straks faldt på knæ. "Du er en bandit", sagde kongen, "men jeg tilgiver dig, fordi du gør det for at få dit brød". Churchill var kendt for at være forsigtig med penge: da hertuginden gav ham en en stor sum, investerede han den klogt, i modsætning til mange andre unge mænd, som ville have spillet den op. Hændelsen med kongen kan være apokryf (i en anden version springer Churchill ud af vinduet), men det er almindeligt accepteret, at han var far til Clevelands sidste datter, som blev født den 16. juli 1672.
Et år senere tog Churchill igen på søen. Da han deltog i kampen mod den hollandske flåde i slaget ved Solebay ud for Suffolk-kysten i juni 1672, gav hans modige optræden om bord på hertugen af Yorks flagskib Prince ham en forfremmelse (hen over de fornærmede hoveder på ældre officerer) til kaptajn i Lord High Admiral's Regiment. Det følgende år fik Churchill en yderligere udmærkelse ved Belejringen af Maastricht, hvor den unge kaptajn udmærkede sig som del af de 30 mand, som med held erobrede og forsvarede en del af fæstningen. Under denne hændelse tilskrives Churchill æren for at have reddet hertugen af Monmouths liv, hvor han fik et mindre sår i forbifarten, men fik yderligere ros fra de taknemmelige Stuarter foruden anerkendelse fra Bourbonerne. Kong Ludvig 14. af Frankrig roste personligt hans dåd, og herefter havde Churchill ry for fysisk mod og nød samtidig stor anseelse blandt de almindelige soldater.
Selv om kong Karls anti-franske parlament havde tvunget England til at trække sig ud af den fransk-hollandske krig i 1674, forblev nogle engelske regimenter i fransk tjeneste. I april blev Churchill udpeget til oberst for et af disse regimenter og gjorde herefter tjeneste under og lærte af den store marskal Turenne, fra hvem han ifølge Thomas Macaulay fik megen ros og blev indgydt selvtillid. Churchill deltog i de hårde slag ved Sinzheim og Entzheim. Han kan også have deltaget i slaget ved Sasbach i juni 1675, hvor Turenne blev dræbt.

### Ægteskab
Ved tilbagekomsten til St. James's Palace blev Churchills opmærksomhed draget mod andre forhold og mod et nyt ansigt ved hoffet. "Jeg beder om, at du vil se mig, så ofte du kan," tryglede Churchill i et brev til Sarah Jennings, "hvilket jeg er sikker på, at du burde gøre, hvis du sætter pris på min kærlighed ..." Sarah Jennings sociale baggrund var på mange måder meget lig Churchills – lavadel ramt af gældsbetinget fattigdom. Efter at hendes far var død, da hun var otte, flyttede Sarah med sin mor og søstre til London. Som royalistiske støtter blev Jennings-familiens loyalitet overfor kronen ligesom Churchill-familiens belønnet med stillinger ved hoffet. I 1673 var Sarah blevet pige hos hertuginden af York, Marie af Modena, Jakobs anden ægtefælle.
Sarah var omkring 15, da Churchill vendte tilbage fra kontinentet i 1675 og lader til næsten straks at være blevet fanget af hendes charme og udseende. Men Churchills amourøse, næsten krybende, kærlighedsbreve blev, lader det til, modtaget med mistænksomhed og skepsis – hans første elskerinde, Barbara Villiers, var netop i færd med at flytte til Paris, hvilket gav anledning til rygter om, at han betragtede Sarah som en ny elskerinde mere end en forlovet. "Du siger, at jeg lader, som om jeg nærer lidenskab for dig", protesterede Churchill, "jeg begriber ikke, hvad du mener med det." Hans vedvarende bejlen i de følgende måneder besejrede omsider den skønne, om end forholdsvis fattige pige ved hoffet. Selv om sir Winston ønskede, at hans søn skulle gifte sig med den velhavende Catherine Sedley (for at lette hans egen gældsbyrde), giftede oberst Churchill sig hemmeligt med Sarah i løbet af vinteren 1677–78, muligvis i hertuginden af Yorks bolig.

## Kriseår (1678–1700)

### Diplomattjeneste
Det varede ikke længe, inden Churchill fik tildelt sin første vigtige diplomatiske opgave på kontinentet. Ledsaget af sin ven, den opstigende politiker Sidney Godolphin, fik Churchill til opgave at forhandle traktaten i Haag med hollænderne og spanierne som forberedelse af krig – denne gang mod Frankrig. Den unge diplomats øvelse i internationalt statsmandskab viste sig at være en personlig succes, som bragte ham i forbindelse med Vilhelm, prins af Oranien, som var meget imponeret af den skarpsindighed og høflighed, som kendetegnede Churchills forhandlingsevner. Opgaven havde hjulpet Churchill til at udvikle en bredde i sine erfaringer, som soldater aldrig opnåede, men på grund af dobbeltspillet i Karls hemmelige forhandlinger med Ludvig 14. (Karl havde ingen hensigt om at gå i krig med Frankrig), endte det med at missionen til sidst slog fejl.
 Da han vendte tilbage til England, blev Churchill udpeget til midlertidig brigadegeneral i infanteriet, men håbet om en lovet indsats på kontinentet viste sig illusorisk, da de stridende parter indgik fred og underskrev Nijmegen traktaten.
Da Churchill vendte tilbage til England i slutningen af 1678, mødtes han af alvorlige ændringer i det engelske samfund. Det papistiske komplot, som var et af Titus Oates opdigtet komplot, der skulle fjerne den katolske hertug af York fra arvefølgen, betød eksil i næsten tre år for Jakob. Churchill var tvunget til at følge sin herre, som med tiden fik lov til at flytte til Skotland – men først i 1682, efter at Karl havde vundet en fuldstændig sejr, kunne hertugen af York flytte tilbage til London, og Churchills karriere kunne fortsætte med at blomstre. For sine tjenester mod Jakob blev Churchill ophøjet til baron Churchill af Eyemouth i den skotske adel den 21. december 1682 og året efter blev han udnævnt til oberst for King's Own Royal Regiment of Dragoons.
Churchill-familiens samlede indkomst sikrede et behageligt liv. Ud over en residens i London (med syv tjenestefolk) kunne den anskaffe sig Holywell House i St Albans, hvor den voksende familie kunne nyde livet på landet, men de blev snart kaldt tilbage til hoffet.
I juli 1683 blev oberst Churchill sendt til kontinentet for at føre prins Jørgen af Danmark til England til ægteskab med den 18-årige prinsesse Anne. Hun udnævnte straks Sarah – som hun havde sat umådelig stor pris på siden hun var barn – til en af hendes hofdamer. Deres forhold fortsatte med at blomste så meget, at Sarah mange år senere skrev: – "At se [mig] var en stadig glæde, og at skilles fra [mig] for aldrig så kort en tid var en konstant kilde til uro … dette i en grad som en jaloux elsker." For sin del behandlede Churchill prinsessen med respektfuld venlighed og blev ægte knyttet til hende, og han antog – i sin ærbødighed overfor kongelige – den ridderlige rolle som hendes forkæmper. Herefter var Churchill-familien i stigende grad afsondret fra Jakobs nære kreds og mere og mere tydeligt tilknyttet til Anne, hertugens yngste datter.

### Oprør
Ved kong Karl 2.'s død i 1685 blev hans bror Jakob, hertug af York, konge som Jakob 2. Tilskyndet af utilfredse personer og forskellige whig-konspiratorer (i eksil for deres andel i det fejlslagne Rye House komplot) forberedte den illegitime søn af Karl og Lucy Walter, James Scott, 1. hertug af Monmouth, sig på at tage det, som han betragtede som sit: nemlig den protestantiske engelske krone. Monmouth gik i land ved Lyme Regis den 11. juni 1685.
Churchill var i april blevet blevet udnævnt til gentleman of the bedchamber (kamerherre) og i maj optaget i den engelske adelsstand som baron Churchill af Sandridge i grevskabet Hertfordshire, men han var frustreret over kun at være blevet udnævnt til næstkommanderende i den styrke, som skulle modstå Monmouths rebeller. Æren af at lede kongens styrker gik til den indskrænkede, men meget loyale Louis de Duras, 2. jarl af Feversham. Uden at vide, at han var blevet forfremmet til generalmajor den 3. juli, beklagede Churchill sig til lord Clarendon, "Jeg ser klart, at vanskelighederne bliver mine, og æren tilfalder en anden." Monmouths utidige, uforberedte og ukloge bondeoprør faldt sammen i Somerset i slaget ved Sedgemoor den 6. juli 1685, men selv om han var underordnet Feversham, var Churchills administrative organisation, taktiske evner og mod afgørende for slaget, så manden, der havde reddet Monmouths liv ved Maastricht, havde nu bragt ham til fald ved Sedgemoor.
Som forudset vandt Feversham laurbærrene. Churchill blev dog ikke helt glemt. I august fik han den lukrative post som oberst for den tredje trop af livgarden, men heksejagten efter oprøret, der blev drevet af den blodtørstige dommer George Jeffreys, krænkede hans sans for rimelighed. Rent faktisk er det muligt, at Sedgemoor-felttoget og dets forfølgelser satte gang i den desillusion, som kulminerede med, at han svigtede sin konge og herre og ven blot tre år senere. 

### Revolution
Churchill blev ved hoffet, men var omhyggelig med ikke at blive opfattet som en, der sympatiserede med kongens stigende religiøse iver mod den protestantiske overklasse. Jakobs forfremmelser af katolikker i kongelige institutioner, herunder hæren, såede de første mistanker og senere oprørstanker blandt hans overvejende protestantiske undersåtter. Selv medlemmer af hans egen familie udtrykte bekymring over kongens fanatiske iver for den katolske religion. Nogle i kongens tjeneste som jarlen af Salisbury og jarlen af Melford forrådte deres protestantiske opdragelse for at få fordele ved hoffet, men Churchill fulgte sin samvittighed: "Jeg er født som protestant og vil leve eller dø i den tro".
Syv mænd mødtes for at lave udkast til invitationen til Vilhelm af Oranje, hvis kone Maria også var en af Jakobs døtre, om at invadere England. Underskriverne på brevet omfattede whigger, toryer og en biskop (Henry Compton), som forsikrede prinsen af Oranien om, at "nitten tyvendedele af folket ... ønsker forandring".  Vilhelm behøvede ingen yderligere tilskyndelse. Selv om invitationen ikke var underskrevet af Churchill (han rangerede endnu ikke så højt i det politiske hierarki, at han kunne være underskriver) erklærede han overfor Vilhelms øverste engelske kontakt i Haag "Hvis De mener, at der er noget andet jeg bør gøre, skal De blot give mig ordre dertil." Churchill søgte ligesom mange andre efter et hensigtsmæssigt tidspunkt til at opgive Jakob.
Vilhelm landede ved Torbay den 5. november 1688. Herfra rykkede han med sin hær til Exeter. Jakobs styrke – igen under ledelse af lord Feversham – rykkede til Salisbury, men kun få af dens officerer var ivrige efter at kæmpe – selv Jakobs datter prinsesse Anne skrev til Vilhelm for at ønske ham "held med denne så retfærdige handling".
Churchill, som var blevet forfremmet til generalløjtnant, stod stadig på kongens side, men da han udviste "de størst mulige tegn på glæde" ved lord Cornburys desertering, førte det til indtrængende anmodninger fra Feversham om, at han skulle arresteres. Churchill selv havde åbent tilskyndet til desertering til fordel for orangisterne, men Jakob tøvede fortsat.
Det blev snart for sent at handle. Efter mødet i krigsrådet om morgenen den 23. november undslap Churchill ledsaget af ca. 400 officerer og mænd fra den kongelige lejr og red til Vilhelm i Axminster. Dagen efter sendte Churchill et undskyldende brev og en retfærdiggørelse af sine handlinger: "... Jeg håber, ... at jeg i rimelig grad kan overbevise Deres Majestæt og verden om, at jeg er drevet af et højere princip..."
Da kongen så, at han end ikke kunne holde på Churchill, som så længe havde været hans loyale og nære medarbejder, blev han fortvivlet. Jakob, som ifølge en fransk samtidig havde "opgivet tre kongedømmer for en messe", flygtede til Frankrig og medbragte sin arving, Jakob, Prins af Wales (senere kendt som "den gamle prætendent"). Næsten uden at der var affyret et skud, havde Vilhelm sikret sig tronen og regerede i fællesskab med Jakobs ældste datter, Maria 2. af England.

### Pfalziske Arvefølgekrig
I april 1689 blev Churchill i forbindelse med Wilhelms kroning ophøjet til jarl af Marlborough. Hans ophøjelse til adelsstanden førte til rygter fra Jakobs støtter om, at Marlborough havde forrådt sin konge for personlig vinding. Vilhelm selv havde betænkeligheder ved manden, som svigtede Jakob. Marlboroughs forsvarere derimod (herunder hans mest berømte efterkommer Winston Churchill) har gjort meget ud af at pege på patriotiske, religiøse og moralske motiver for hans handling, men med historikeren David Chandlers ord, må det siges klart, at Marlborough også var motiveret af ambitioner og egeninteresse – det er svært at frikende Marlborough for skånselsløshed, utaknemmelighed, intriger og forræderi mod en mand, som han skyldte næsten alt i sit liv og sin karriere.
Mindre end et halvt år efter Jakobs afrejse til kontinentet erklærede England krig mod Frankrig som del af en stærk koalition, som havde til formål at stække Ludvig 14.'s ambitioner; men i Pfalziske Arvefølgekrig mellem 1688 og 1697 var Marlborough kun i tjeneste i tre år i felten og da fortrinsvis i underordnede stillinger. I slaget ved Walcourt den 25. august 1689 fik Marlborough ros fra fra den hollandske feltherre prins Waldeck, – " … trods sin ungdom udviste han større militær sans end de fleste generaler efter en lang række krige … han er helt sikkert en af de modigste, jeg kender."
Tilbage i England fik Marlborough nye muligheder. Som øverstkommanderende for styrkerne i England blev han særdeles kendt med alle detaljerne og den manglende logik i det engelske militær og spillede en stor rolle ved reorganisering og rekruttering, men efter Walcourt var Marlboroughs popularitet ved hoffet dalet. Vilhelm og Maria nærede mistro til både lord og lady Marlboroughs indflydelse som fortrolige og støtter for prinsessen i en sådan grad, at den fortørnede Marie bad sin søster om at vælge mellem hende og kongen på den ene side og Marlborougherne på den anden. Anne valgte uden vaklen det sidste. På dette tidspunkt blev dette personlighedsopgør imidlertid overskygget af vigtigere sager i Irland, hvor Jakob var landet i marts 1689 i et forsøg på at generobre tronen. Da Vilhelm tog af sted mod Irland i juni 1690, blev Marlborough udpeget som medlem af ni-mands rådet, som skulle rådgive dronning Maria i kongens fravær, men hun gjorde ikke meget for at skjule sin afsky ved hans udnævnelse- – "Jeg kan hverken stole på ham eller værdsætte ham," skrev hun til Vilhelm.
Vilhelms afgørende sejr i slaget ved Boyne den 1. juli 1690 tvang Jakob til at opgive sin hær og flygte tilbage til Frankrig. Efter at have fået lov af Vilhelm tog Marlborough selv til Irland, hvor han erobrede havnene i Cork og Kinsale i oktober, men hans håb om en selvstændig kommando blev ikke til noget. Selv om Vilhelm anerkendte Marlboroughs kvaliteter som soldat, var han endnu ikke tilbøjelig til helt at stole på en, som havde svigtet kong Jakob, og var led ved at fremme karrieren for en mand, som han overfor Lord Halifax beskrev som 'meget påtaget'.

### Afsked og unåde
Vilhelms forkærlighed for hollændere i ledende stillinger ophidsede de engelske officerer i hæren, herunder Marlborough. Nægtelsen af at tildele ham Hosebåndsordenen og undladelsen af at udpege ham til generalkvartermester irriterede den ambitiøse jarl, og i modsætning til tidligere kunne han ikke skjule sin dybe skuffelse bag sin sædvanlige diskretion.  Ved hjælp af sin indflydelse i parlamentet og hæren skabte Marlborough utilfredshed med Vilhelms forkærlighed for udenlandske hærchefer for at presse kongen. Vilhelm, som var klar over det, begyndte til gengæld åbent at tale om sin mistro til Marlborough. Kurfyrsten af Brandenburgs udsending til London hørte kongen bemærke, at han var blevet behandlet "så infamt af Marlborough, at hvis han ikke havde været konge, ville han have følt det nødvendigt at udfordre ham til en duel."
Kong Jakob, som var i eksil på Saint-Germain, vedligeholdt forbindelsen med sine støtter i England med det primære formål at komme tilbage på tronen. Siden januar 1691 havde Marlborough været i kontakt med Jakob og var ivrig efter at få kongens tilgivelse (pardon) for at have forladt ham i 1688. En tilgivelse, som ville være af afgørende betydning for hans fremtidige karriere i tilfælde af, at Jakob blev genindsat som konge. Vilhelm var godt klar over disse kontakter (foruden dem med andre som Godolphin og Shrewsbury), men deres dobbeltspil blev senere mere anset som en form for en forsikring end en direkte forpligtelse – et nødvendigt element i en usædvanlig kompleks situation.  Vilhelm var opmærksom på Marlboroughs kvaliteter, militære og politiske, og den fare som jarlen udgjorde. "Vilhelm var ikke tilbøjelig til at frygte," skrev Macaulay, "men hvis der var nogen på jorden, som han frygtede, var det Marlborough."
Da Vilhelm og Marlborough vendte tilbage fra et begivenhedsløst felttog i de Spanske Nederlande, var deres forhold blevet yderligere forværret. I januar 1692 gav dronningen, som var vred over Marlboroughs intriger i parlamentet, hæren og selv med Saint Germain, ordre til Anne om at afskedige Sarah fra sit hof, hvilket Anne afslog.  Næste dag, 20. januar, gav jarlen af Nottingham, udenrigsministeren, Marlborough ordre til at fratræde alle sine poster og embeder, civile som militære, og betragte sig som afskediget fra hæren og bortvist fra hoffet. Der blev ikke fremført nogen årsag, men Marlboroughs nærmeste partnere var rasende. Hertugen af Shrewsbury gav udtryk for sin utilfredshed, og Godolphin truede med at træde ud af regeringen. Admiral Russell, der nu var øverstkommanderende for flåden, beskyldte personligt kongen for utaknemmelighed overfor den mand, som havde "sat kronen på hans hoved."

### Højforræderi
Bunden var ikke nået for Marlborough. I foråret 1692 var der nye trusler om en fransk invasion og nye beskyldninger om jakobistisk forræderi. Efter et vidneudsagn fra Robert Young havde dronningen fængslet alle underskrivere af et brev, som støttede genindsættelsen af Jakob 2. og fængsling af kong Vilhelm. Marlborough, som var en af underskriverne, blev sat i fængsel i Tower of London, hvor han hensygnede i fem uger. Hans kval blev forøget af nyheden om, at hans yngre søn Charles var død den 22. maj. Youngs breve blev til sidst afsløret som falsknerier og Marlborough blev løsladt, men han fortsatte med at korrespondere med Jakob, hvilket førte til den berømte episode med "Camaret Bay brevet" i 1694.
I adskillige måneder havde de allierede planlagt et angreb på Brest, den franske havneby i Biscayabugten. Franskmændene havde fået efterretninger, som advarede dem om det umiddelbart forestående angreb, hvilket gav marskal Vauban mulighed for at forstærke byens forsvar og forstærke garnisonen. Uvægerligt førte angrebet den 18. juni, anført af den engelske general Thomas Tollemache, til en katastrofe. De fleste af hans soldater blev dræbt eller taget til fange. Tollemache selv døde af sine sår kort efter. Selv om der ikke forelå beviser, hævdede Marlboroughs kritikere, at det var ham, som havde advaret fjenden. Men selv om det er så godt som sikkert, at Marlborough sendte en meddelelse over Kanalen i begyndelsen af maj, som beskrev det forestående angreb på Brest, er det lige så sikkert, at franskmændene længe før havde hørt om ekspeditionen fra en anden kilde – muligvis Gogolphin eller jarlen af Danby. Winston Churchill går så langt som til at sige, at brevet var et falsum, men David Chandler fastslår at – "hele episoden er så obskur og uafklaret, at det stadig ikke er muligt at fælde en endelig dom. I sidste ende bør vi lade tvivlen komme Marlborough til gode."

### Forsoning
Marias død den 28. december 1694 førte med tiden til en formel, men kølig forsoning mellem Vilhelm og Anne, som nu var arving til tronen. Marlborough håbede på, at tilnærmelsen ville føre til, at han selv kunne vende tilbage til tjeneste, men selv om han og Sarah fik lov at vende tilbage til hoffet, fik jarlen ikke tilbudt nogen post.
I 1696 var Marlborough sammen med Godolphin, Russell og Shrewsbury igen involveret i et forræderisk komplot med kong Jakob, denne gang iværksat af den jakobitiske militante sir John Fenwick. Komplottet endte med at blive afværget, og Fenwick blev henrettet. Kongen selv havde været skeptisk over for beskyldningerne; men det var først i 1698, et år efter at freden i Rijswijk havde afsluttet den Pfalziske Arvefølgekrig, at
der skete et skifte i Vilhelms og Marlboroughs forhold. På anbefaling af lord Sunderland (hvis kone var en nær veninde af lady Marlborough) tilbød Vilhelm til sidst Marlborough posten som guvernør for hertugen af Gloucester, Annes ældste søn. Han fik også lov at genindtræde i rigsrådet (privy council) og fik sin militære rang tilbage, men bestræbelserne på at forlige hans tætte forbindelser med toryerne med at være en trofast kongelig tjener var vanskelige, hvilket fik Marlborough til at klage – "Kongens kulde overfor mig fortsætter"."

## Senere år (1700–22)

### Den Spanske Arvefølgekrig
Da den sygelige og barnløse Karl 2. af Spanien døde i november 1700, fik arvefølgen til den spanske trone og deraf følgende kontrol med det spanske imperium, herunder de Spanske Nederlande, igen krigen til at bryde ud i Europa. På sit dødsleje havde Karl testamenteret sine riger og lande til Ludvig 14.'s barnebarn, hertug Filip af Anjou. Det truede med at forene det spanske og det franske kongerige under huset Bourbon, hvilket var uacceptabelt for England, Holland og den østrigske kejser, Leopold 1., som selv gjorde krav på den spanske trone.
Da Vilhelms helbred skrantede, (kongen vurderede selv, at han kun havde kort tid tilbage) og med jarlens utvivlsomme indflydelse på hans efterfølger, prinsesse Anne, besluttede Vilhelm, at Marlborough skulle overtage ledelsen af de europæiske forhold. Som repræsentant for Vilhelm i Haag som ekstraordinær ambassadør og som leder af de engelske styrker fik Marlborough til opgave at forhandle en ny koalition på plads, som skulle modstå Frankrig og Spanien. Den 7. september 1701 blev traktaten om den anden Store Alliance underskrevet af England, kejseren og den hollandske republik for at knuse Ludvig 14.'s ambitioner og sætte en bremse på bourbonernes magt. Vilhelm kom ikke til at opleve Englands krigserklæring. Den 8. marts 1702 døde han, som allerede led af kvæstelser fra en rideulykke. Det betød, at hans svigerinde, Anne, straks blev udråbt til hans efterfølger. Selv om kongens død gav anledning til øjeblikkelig uro i koalitionen, kunne grev Wratislaw rapportere, at "den største trøst i denne forvirring er, at Marlborough er fuldt informeret om situationen og på grund af dronningens yndest kan gøre alt."
Denne 'yndest hos dronningen' viste sig også at være profitabel for hendes langvarige venner.
Dronningen var ivrig efter at belønne Marlborough for hans diplomatiske og krigsmæssige evner i Irland og på kontinentet, så Marlborough blev udnævnt til generalkvartermester – en post, han længe havde ønsket sig, blev ridder af hosebåndsordenen og generalkaptajn over hendes hære hjemme og i udlandet. Med lady Marlboroughs forfremmelse til Groom of the Stole (regentens ledsager), Mistress of the Robes (dronningens rådgiver) og Keeper of the Privy Purse (kassemester), var Marlborougherne nået til højdepunktet af deres magt og havde tilsammen en årlig indkomst på over £60,000, og ingen havde større indflydelse ved hoffet end de.

#### Tidlige felttog
Den 4. maj 1702 erklærede England formelt krig mod Frankrig. Marlborough fik kommandoen over de britiske, hollandske og lejede tyske tropper, men posten havde sine begrænsninger: som general-kaptajn havde han kun myndighed til at give hollandske generaler ordrer, når de var i indsats sammen med hans egne. På alle andre tidspunkter var han afhængig af, at de ledsagende repræsentanter for de hollandske Generalstater var indforståede – så hans evne til at forme den allierede strategi var baseret på hans takt og overtalelsesevner. Selv om han blev frustreret over sine hollandske allieredes indledende tøven med at komme i kamp med franskmændene, begyndte krigen godt for for Marlborough, som det lykkedes at udmanøvrere den franske hærleder marskal Boufflers. I 1702 erobrede han Venlo, Roermond, Stevensweert og Liège i de Spanske Nederlande, hvilket i december fik den taknemmelige dronning til at udråbe Marlborough til Hertug og markis af Blandford.
Den 9. februar 1703, kort tid efter Marlboroughs ophøjelse, giftede hans datter Elizabeth sig med Scroop Egerton, jarlen af Bridgewater. Det blev om sommeren fulgt af en forlovelse mellem Mary og John Montagu, jarlens arving , og senere hertug af Montagu, (de giftede sig den 20. marts 1705). Marlborughparrets to ældste døtre var allerede gift: Henrietta med Godolphins søn Francis i april 1698 og Anne med den hidsige og umådeholdne Charles Spencer, jarl af Sunderland i 1700. Marlboroughs håb om at grundlægge et stort dynasti på hans ældste og eneste overlevende søn John, som efter sin fars ophøjelse havde titlen markis af Blandford svandt. Mens han læste på universitetet i Cambridge i 1703, blev den 17-årige alvorligt ramt af kopper. Hans forældre skyndte sig til ham, men lørdag morgen den 20. februar døde drengen, hvilken kastede hertugen ud i 'den største sorg i verden'. Han klagede sig senere til lord Ailesbury – "Jeg har mistet det, som var mig så kært."
Mens han bar sin sorg og efterlod Sarah med hendes, tog hertugen tilbage til Haag i begyndelsen af marts. Nu havde marshal Villeroi taget over fra Boufflers som hærfører i de Spanske Nederlande, men selv om Marlborough erobrede Bonn, Huy og Limbourg i 1703 forhindrede fortsat hollandsk tøven ham fra at tvinge franskmændene i Flandern ud i et afgørende slag.
Hjemme mødte hertugen også modstand. Både han og Godolphin blev hæmmet af og var ofte uenige med deres High Tory-kolleger, som frem for at støtte en europæisk politik gik ind for anvendelse af Royal Navy for at skaffe sig fordele og nye kolonier. Whiggerne havde, selv om de var entusiastiske tilhængere af den europæiske strategi, opgivet enhver foregiven af at støtte krigens førelse, og mente at Marlborough og Godolphin ikke fik gevinster, som stod i mål med de midler, parlamentet så generøst tildelte dem.
 Det moderate tory-ministerium under Marlborough og Godolphin var fanget mellem de politiske ekstremer. Marlborough, hvis diplomatiske takt havde holdt en meget uenig stor alliance sammen, var nu general af internationalt format, og den begrænsede succes i 1703 blev snart overstrålet af Blenheim-felttoget i 1704.

#### Blenheim og Ramillies
Østrig var under pres af franskmændene og bayrerne mod vest og ungarske oprørere mod øst og stod over for en reel mulighed for at blive tvunget ud af krigen. Da kejser Leopolds deltagelse i den Store Alliance var afgørende for at fortsætte krigen, var Marlborough blevet overbevist om, at det var nødvendigt at sende hjælp til Donau, men planen om at overtage initiativet fra fjende var særdeles voveligt. Først besluttede hertugen at vildlede hollænderne, som aldrig frivilligt ville tillade en større svækkelse af de allierede styrker i de Spanske Nederlande. Til det formål flyttede Marlborough sine engelske tropper til Mosel (en plan, som var godkendt i Haag), men da han nåede dertil, besluttede han at marchere sydpå for at slutte sig til de østrigske styrker i Sydtyskland.
En kombination af strategisk vildledning og dygtig administration gjorde det muligt for Marlborough at nå sit mål. Efter at have tilbagelagt ca. 400 km på fem uger tildelte Marlborough sammen med Prins Eugen af Savoyen de fransk-bayerske styrker et knusende nederlag i Slaget ved Blenheim den 13. august 1704. Hele felttoget, som historikeren John Lynn beskriver som et af de bedste eksempler på manøvrekrigsførelse før Napoleon, var forbilledligt i planlægning, logistik og taktik. Resultatet førte til en ændring af krigens gang. Bayern og Köln blev tvunget ud af krigen, og Ludvig 14.'s håb om en hurtig sejr blev knust. Felttoget fortsatte med erobringen af Landau ved Rhinen fulgt af Trier og Trarbach ved Mosel. Med disse sejre stod Marlborough nu som tidens dygtigste soldat. Selv tory-partiet, som havde erklæret, at hvis han led nederlag, ville de "flå ham i småstykker som hunde en hare", kunne ikke helt holde deres patriotiske beundring tilbage.
Dronningen forærede sin favorit det kongelige gods i Woodstock og lovede ham et fint palads, der skulle erindre om hans store sejr, men efter hendes tronbestigelse var hendes forhold til Sarah blevet fjernere. Hertugen og hertuginden var steget til tops ikke mindst på grund af deres nære forhold til Anne, men Sarah var blevet træt af det omstændelige ceremoniel og formaliteterne ved hoffet og fandt i stigende grad dronningens selskab trættende. På sin side var Anne, som nu var dronning af England og ikke længere den generte pige, som så let blev domineret af sin smukkere veninde, blevet træt af Sarahs taktløse politiske tyranni og stadig mere overlegne opførsel.
Dronning Anne tilsluttede sig entusiastisk kejser Leopolds tilbud (som blev fremsat under hertugens march til Donau) om at gøre Marlborough til fyrste i det Tysk-romerske rige over det lille fyrstedømme Mindelheim – det bayerske land, som var blevet konfiskeret fra kurfyrsten og i praksis besat efter slaget ved Blenheim. Men efter succeserne i 1704 skabte felttoget i 1705 ikke megen grund til tilfredshed på kontinentet. Hans allieredes endeløse forsinkelser og undvigelser havde igen forhindret Marlboroughs forsøg på et gennemføre en større offensiv. "Jeg møder så lidt iver for den fælles sag, at det kunne knuse et stærkere hjerte end mit," betroede han Anthonie Heinsius.
Selv om det var lykkedes Marlborough at gennembryde linjen ved Brabant i juli, havde manglende allieret beslutsomhed forhindret hertugen i at udnytte fordelen.
År 1705 havde givet franskmændene tid til at reorganisere deres styrker. Marskal Villars successer mod Baden langs Rhinen og Vendomes sejr i Slaget ved Calcinato i Italien havde ødelagt Marlboroughs oprindelige plan for 1706 – en march til Italien for at forene sig med prins Eugen.
Hertugen tilpassede imidlertid hurtigt sine planer. I maj marcherede Marlborough ind i fjendens område i håb om at lokke Marskal Villeroi i slag.
Ludvig 14. var lige så besluttet på at kæmpe og ivrig efter at hævne Blenheim, så han tilskyndede sin feltherre til at opsøge 'Monsieur Marlbrouck'. Slaget ved Ramillies, der blev udkæmpet i de Spanske Nederlande den 23. maj 1706, var måske Marlboroughs mest vellykkede slag, som med Villars ord forårsagede "den mest skammelige, ydmygende og katastrofale flugt" for de franske styrker. Med et tab på under 3.000 døde og sårede (langt færre end ved Blenheim) tilføjede han fjenden et tab på over 20.000. By efter by blev erobret, og selv om felttoget ikke var afgørende, var det en uovertruffen operationel triumf for den engelske general. Da Marlborough til sidst afsluttede Ramilie-felttoget, havde han afsluttet erobringen af det næsten hele de Spanske Nederlande. Gode nyheder for de allierede kom der også fra den italienske front. I september slog prins Eugen den franske hær på flugt i slaget ved Torino. Efter hans sejr ved Ramillies tilbød den titulære 'Karl 3.' Marlborough at blive guvernør over de Spanske Nederlande, som ville give £60,000 om året, men hollænderne, som ønskede at fastholde deres økonomiske og politiske dominans i området, fandt det habsburgske tilbud ubehageligt, og rejste tvivl om Englands motiver og hertugens især. Det var en stilling, Marlborough gerne ville beklæde, men i den engelsk-hollandske enigheds navn afslog han.

#### Ikke længere dronningens favorit
Mens Marlborough kæmpede i Flandern, førte en række personlige og partimæssige rivalisering til en generel modgang for ham. Whig-partiet, som var hovedfortaler for krigen, havde belejret Marlboroughs nære ven og allierede lord Godolphin. Som en pris for at støtte krigen i den næste parlamentssamling krævede whiggerne andel i de offentlige stillinger ved at få udpeget et af deres ledende medlemmer jarlen af Sunderland, som udenrigsminister. Dronningen, som afskyede whiggerne, var bitter modstander af udnævnelsen, men Godolphin, som i stigende grad var afhængig af støtte fra whiggerne, havde ikke meget spillerum. Med Sarahs taktløse og tydelige støtte pressede Godolphin uophørligt dronningen til at give efter for whiggernes krav. Fortvivlet gav Anna endelig efter, og Sunderland fik posten, men det særlige forhold mellem Godolphin, Sarah og dronningen havde taget alvorlig skade, og hun begyndte i stigende grad at vende sig mod en ny favorit, Abigail Masham. Anne støttede sig også i stigende grad til Godolphin og Marlboroughs moderate tory-kollega Robert Harley, som var overbevist om, at duoens politik med at tilfredsstille whiggerne var unødvendig, og havde placeret sig som en anden rådgiver for en imødekommende dronning.
De allieredes mirakelår blev fulgt i 1707 af fremgang på alle fronter for franskmændene og en tilbagevenden til politisk kævl og ubeslutsomhed i den Store Alliance. Marlboroughs diplomatiske evner forhindrede, at Karl 12. af Sverige gik ind i krigen mod kejseren, men prins Eugens tilbagetog fra Toulon og alvorlige tilbageslag i Spanien og Tyskland havde slukket ethvert håb om et afgørende slag det år.
Marlborough vendte tilbage til England og en politisk storm. En del af toryerne var utilfredse med, at Marlborough ikke havde vundet krigen i 1707 og krævede overførsel af 20.000 soldater fra Nederlandene til Spanien. Whiggerne var rasende over, at dronningen havde udpeget toryer som biskopper og truede med at fjerne støtten fra regeringen. For hertugen og Godolphin betød det, at de måtte fri yderligere til whiggerne for at genvinde deres støtte (Whiggernes ledere var fuld af iver for krigen, og ligesom Marlborough anså de Spanien for at være en sekundær krigsskueplads). Jo mere de tilskyndede dronningen til at komme med indrømmelser overfor whiggerne, jo mere pressede de hende i armene på Harley, og kløften mellem dronningen og hendes general-kaptajn blev stadig større.

#### Oudenarde og Malplaquet
Tilbageslagene i 1707 var fortsat ind i de første måneder af 1708 med tabet af Brügge og Gent til de franske styrker. Marlborough var modløs over den generelle situation, men hans optimisme fik et løft med ankomsten af prins Eugen. Styrket af prinsens robuste optimisme
gik Marlborough i gang med at genvinde det strategiske initiativ for de allierede. Natten den 10. juli, mens franskmændene ved i færd med at forberede en belejring af Oudenarde, gennemførte hertugen en forceret march for at overraske fjenden. Marlboroughs sejr over marskal Vendôme i slaget ved Oudenarde den 11. juli demoraliserede den franske hær i Flandern. Hans fornemmelse for terrænet, hans sans for timing og hans kendskab til fjenden blev igen demonstreret til overflod. Marlborough erklærede sig tilfreds med felttoget, men han var blevet mere og mere træt af den dårlige atmosfære ved hoffet. Da dronningen hørte om hertugens sejr, udbrød hun: "Åh Herre, hvornår vil al den blodsudgydelse få en ende!" Sarah irriterede også hertugen. Uophørligt bombarderede hun ham med klager. På det tidspunkt svarede han træt: "Jeg har hverken humør eller tid til at besvare dine sidste tre breve."
Den 22. oktober erobrede Marlborough Lille, den stærkeste fæstning i Europa (Boufflers overgav byens citadel den 10. december). Han generobrede også Brügge og Gent, men hertugen og Godolphin følte sig stadig mere i klemme mellem whiggernes krav om stillinger og en dronning, som var stærk modstander af forsoning. I november havde whiggerne vundet flertal i britisk politik og havde reduceret toryerne til en ineffektiv minoritet, men jo mere dronningen modstod whiggerne, jo mere blev Godolphin og Marlborough angrebet af dem for ikke at have held til at overbevise hende om at give efter, og de blev efter tur angrebet af toryerne for at forsøge det.
Efter Oudenarde-felttoget og en af de værste vintre i moderne tid var Frankrig på randen af kollaps. Formelle fredsforhandlinger brød imidlertid sammen i april 1709, efter at kompromisløse og strenge krav fra whiggerne var blevet afslået af Ludvig 14. Trods sin modstand mod whiggernes forstokkethed havde Marlborough ikke længere den støtte fra dronningen, som han engang havde haft, og da whiggerne holdt tøjlerne i britisk politik spillede han kun en underordnet rolle ved forhandlingerne. Hans vanskeligheder blev ikke mindre, da der i august kom nyheder om nye stridigheder mellem dronningen og hans kone. Anne havde meddelt Sarah, at hun havde fået nok af hendes tyranni og skrev: "Det er umuligt for Dem at genvinde min tidligere hengivenhed ..."
Efter at have erobret byen Tournai den 3. september mødte Marlborough marskal Villars ved den lille landsby Malplaquet den 11. september 1709. På venstre flanke anførte prinsen af Oranje sit hollandske infanteri i desperate angreb blot for at få dem hugget ned. På den anden flanke angreb prins Eugen og led næsten lige så store tab. Med stadigt pres på flankerne tvang Villars til at svække centrum og gjorde det dermed muligt for Marlborough at bryde igennem og sejre. Men prisen var høj. De allieredes tab var næsten dobbelt så store som franskmændenes, hvilket fik Marlborough til at indrømme – "Franskmændene har forsvaret sig selv bedre i denne kamp end i noget slag, jeg har oplevet." Marlborough fortsatte og erobrede Mons den 20. oktober, men ved hans tilbagekomst til England brugte hans fjender tabene fra Malplaquet til at tilsøle hans rygte. Harley, som nu var leder af toryerne, gjorde alt, hvad han kunne for at overbevise sine kolleger om, at whiggerne og gennem deres tilsyneladende enighed med whiggernes politik også Marlborough og Godolphin var i færd med at føre landet i ruin, og antydede endda, at hertugen trak krigen i langdrag for at fylde sine lommer.
I marts 1710 begyndte der nye fredsforhandlinger mellem Ludvig 14. og de allierede, men trods franske indrømmelser var whigregeringen uvillig til at indgå et kompromis. På den anden side blev støtten til whiggernes politik mindre, og i en række trin blev hele karakteren af regeringen ændret. Godolphin blev tvunget væk, og efter valget i oktober blev der dannet en ny toryregering. Selv om Marlborough blev ved med at være en nationalhelt og en person med umådelig prestige i Europa, krævede det kraftig overtalelse fra prins Eugen og Godolphin at forhindre hertugen i at trække sig tilbage.

#### Slutspil
I januar 1711 vendte Marlborough – 'meget tyndere og meget forandret' – tilbage til England. Folket hyldede ham, mens dronningens nye ministre, Harley og Henry St John, var knap så entusiastiske. Hvis han ønskede at fortsætte på sin post, skulle det være deres lydige, militære tjener.
Dronningen, som for nylig havde givet udtryk for at ville afskedige hans kone, forblev kold. Hertugen besøgte Anne i et sidste forsøg på at redde hans kone fra afskedigelse, men hun lod sig ikke påvirke af hans underdanige bønner, og forlangte at Sarah skulle aflevere sin gyldne nøgle, symbolet på hendes stilling, inden to dage, og advarede: "Jeg vil ikke tale om noget andet spørgsmål, før jeg får nøglen".
Uanset al denne opstandelse – og hans svigtende helbred – vendte Marlborough tilbage til Haag i marts for at forberede det, der skulle blive hans sidste felttog – og et af hans største. Igen stod Marlborough og Villars over for hinanden i kamp, denne gang langs Avesnes-le Comte-Arras sektoren af linjen Non Plus Ultra (se kortet). I forventning om et nyt blodblad på linje med Malplaquet, antog de allierede generaler, at deres feltherre, der var fortvivlet over den hjemlige opstandelse, førte dem til en frygtelig nedslagtning. Ved anvendelse af en imponerende psykologisk afledning og en hemmeligholdt natlig march, hvor hæren tilbagelagde 65 km på 18 timer, gennembrød de allierede de linjer, som hævdedes at være
uigennemtrængelige uden at miste en eneste mand. Marlborough var nu i stand til at belejre fæstningen Bouchain. Villars, som var blevet ført bag lyset og udmanøvreret, havde ingen mulighed for at gribe ind, og fæstningen blev tvunget til overgivelse den 12. september. Historikeren David Chandler skrev – "Det rene militære artisteri, hvormed han gentagne gang vildledte Villars under den første del af felttoget, har få paralleller i krigshistorien … den efterfølgende belejring af Bouchain med hele dens tekniske kompleksitet var en lige så fin demonstration af overlegen krigskunst."
Tiden var imidlertid løbet ud for Marlborough. I 1711 var der foregået hemmelige fredsforhandlinger mellem London og Versailles, som Marlborough ikke havde del i. Den 7. december 1711 kunne dronningen meddele, at "uagtet de som finder fornøjelse i krigskunsten" – et spark til Marlborough – "er både tid og sted udpeget for åbning af forhandlinger om en generel fred." Hertugen af Marlboroughs tjenester som general-kaptajn var ikke længere ønsket.

#### Afsked
Den britiske forhandler, Henry St John, havde opnået særdeles favorable betingelser, men
Marlborough, som var nært knyttet til tronarvingen George af Hannover og stadig nød støtte fra kongen af Preussen og fyrsterne i den Store Alliance, var helhjertet modstander af en separatfred mellem Storbritannien og Frankrig. Harley og St. John besluttede nu at tilrettelægge Marlboroughs fald.
Den 20. januar 1711 fremlagde "Commissioners of Public Accounts" (rigsrevisionen) en rapport for Underhuset, som beskyldte hertugen (og andre) for at bruge offentlige midler til egen fordel. Marlborough blev præsenteret for to forhold: For det første at han i løbet af ni år uretmæssigt havde modtaget over £63.000 fra brød- og transportleverandørerne i Holland. For det andet at 2,5 %, han havde modtaget fra betalingen af fremmede tropper, i alt £280.000, var offentlige midler, som 'der burde gøres rede for'. Den 31. december fandt dronningen det for godt at afskedige Marlborough fra alle hverv – "så sagen kan blive undersøgt upartisk." Marlborough kunne imidlertid afvise anklagerne om underslæb.
Vedrørende den første anklage kunne kan pege på, at det var gammel sædvane: leverandører havde altid betalt en årlig sum som et frynsegode til den øverstkommanderende i Nederlandene. Vedrørende den anden anklage kunne han fremvise et dokument, som var underskrevet af dronningen i 1702, som gav ham tilladelse til at foretage dette fradrag, som det altid havde været praksis i den Store Alliance siden kong Vilhelms dage, og alle de således modtagne penge var blev brugt til at opbygge et efterretningsnetværk, en hemmelig tjeneste, som havde infiltreret Ludvig 14.'s hof.
Dygtige taler i det britiske underhus blev holdt til fordel for hertugen, men toryerne, hvis smædekampagne mod hertugen havde gjort brug af den store satiriker Jonathan Swift) havde flertallet. Da der blev stemt, blev sagsanlægget vedtaget med 270 mod 165. Dronningen beordrede statsanklageren til at forberede en retssag mod Marlborough, men St John, som godt var klar over, at regeringens sag var tynd, måtte stoppe sagen, da Marlboroughs efterfølger, hertugen af Ormonde, allerede selv havde fået tilladelse til at tage den samme kommission på 2,5 % af betalingen til fremmede styrker.

### Tilbagevenden til gunst
Marlborough, som senere fik følgeskab af Sarah, forlod det partiopsplittede England og tog til kontinentet. Årsagerne til hans eksil kendes ikke, men hvor de end kom frem, blev de budt velkommen og feteret af folket og de europæiske hoffer, hvor han ikke blot var respekteret som en stor general, men også som fyrste i det Tysk-romerske rige. Churchill besøgte Mindelheim i slutningen af maj 1713 og blev hyldet af sine undersåtter. Fyrstendømmets skæbne og Churchills reelle herredømme afhang af den endelige fredstraktat, og det blev i 1713 udvekslet med Mellenburg. Marlborough udholdt eksilet bedre end sin kone, som klagede – "Det er bedre at være død end at leve udenfor England", men parret blev ramt af en yderligere tragedie, da nyheden om deres elskede datter Elizabeth, grevinden af Bridgewaters, død af kopper.
Ved deres hjemkomst til Dover den 2. august 1714 (21 måneder efter deres afrejse) hørte de, at dronning Anne var død dagen før. De rejste straks til London ledsaget af 'et tog af kareter og en trop militssoldater med trommer og trompeter'. De blev modtaget af kurfyrsten af Hannover nu kong George 1. med ordene: "Min kære hertug, jeg håber at Deres vanskeligheder nu er overstået."
Genudnævnt til generalkvartermester og general-kaptajn fik Marlborough igen stor indflydelse og respekt ved hoffet. Sammen med den hannoveranske ambassadør grev Bernsdorf, den hannoveranske diplomat Baron von Bothmar og lord Townshend vendte Marlborough tilbage til regeringens centrum. Hertugens helbred svigtede imidlertid hurtigt. Hans centrale position blev i stigende grad overtaget af Robert Walpole og James Stanhope. Det skete i en sådan grad at han under jakobitternes oprør i 1715 kun havde nominel kommando og overlod det til yngre mænd at håndtere krisen.
Den 28. maj 1716, kort efter at hans yndlingsdatter Anne, grevinden af Sunderland, var død fik hertugen et lammende slagtilfælde på Holywell House. Dette blev fulgt af et nyt slagtilfælde i november, denne gang i et hus på godset Blenheim. Hertugen kom sig i nogen grad, men mens hans stemme var påvirket, var hjernen stadig klar. Han kom sig, så han kunne ride ud for at se byggefolkene arbejde på Blenheim Palace og det omkringliggende parkanlæg.
I 1719 kunne hertugen og hertuginden flytte ind i østfløjen af det ufærdige palads, men Marlborough fik kun tre år at nyde det i. Mens han boede på Great Lodge i Windsor Great Park, fik han endnu et slagtilfælde i juni 1722 ikke længe efter hans 72 års fødselsdag. Hans to overlevende døtre, Henrietta Godolphin og Mary Montagu besøgte deres døende far, men for Sarah, som altid havde set børnene som en indtrængen mellem hende selv og hendes mand, var det et uvelkomment besøg. Om natten begyndte hertugen at glide væk, og om morgenen den 16. juni 1722 døde John Churchill, 1. hertug af Marlborough.

## Vurdering

### Personen
For militærhistorikeren David Chandler er Marlborough uden tvivl den største britiske feltherre i historien, en vurdering som deles af andre, herunder Hertugen af Wellington, som ikke kunne – "iforestille sig noget bedre end Marlborough i spidsen for en engelsk hær." Whig-historikeren Thomas Macaulay nedgør derimod Marlborough igennem hele sin History of England. Med historikeren John Wilson Crokers ord forfølger Macaulay hertugen med "mere iver og langt mindre skarpsindighed end en blodhund." Det var som svar på Macaulays History at Winston Churchill (Marlboroughs efterkommer) skrev sit firebinds værk: Marlborough og hans tid.
Marlborough var hensynsløst ambitiøs, ubarmhjertig i sin søgen efter rigdom, magt og social opstigning. I sin søgen efter berømmelse og fremmelse af egne interesser kunne han være noget skrupelløs, som hans svigt af kong Jakob viser. Men den egoisme var også kædet sammen med en stærk altruisme, som ses af hans loyalitet over for dronning Anne mens deres venskab skrantede frem til 1712, og hans afvisning af at modtage den to gange tilbudte stilling som vicekonge i de Spanske Nederlande af hensyn til den Anden store alliance. Rent faktisk var det denne diplomatiske takt som gjorde muligt for Marlborough at holde sammen på den ofte uensartede alliance i den Spanske Arvefølgekrig.
Selv om han var grisk og usædvanlig ond, når det drejede sig om penge (en mulig konsekvens af hans tidlige fattigdom i Ashe House), var Marlborough også kendt for sin store charme og venlighed. Han veg dog ikke tilbage for ren smiger, som da han under sit besøg i 1707 forsikrede kong Karl 12. af Sverige om sit ønske om at tjene under hans ledelse, og lære de senere forbedringer i krigskunsten. Over for sine fjender var han høflig. Hans behandling af marskal Tallard efter slaget ved Blenheim er et af mange eksempler, men det var ikke kun overfor sine ligemænd, at han viste medfølelse. Hans omsorg for den menige soldats velfærd (det var ikke usædvanligt at hertugen tilbød en træt soldat at rejse med i hans personlige karet), og hans evne til at indgyde tillid og tiltro gjorde ham ofte uhyre vellidt blandt sine tropper – "Den kendte verden kunne ikke frembringe en mand med større menneskelighed," bemærkede korporal Matthew Bishop.
Men når situationen krævede det, kunne han være hensynsløs. De barske realiteter i begyndelsen af det 18. århundredes krigsførelse illustreres ikke bedre end ved hertugens hærgen af Bayern inden slaget ved Blenheim i 1704. Af militære årsager var han parat til at afbrænde 400 landsbyen af 'grusom nødvendighed'. Men det var også mens han var på felttog, at Marlborough viser os en anden dyd – hans mod. Selv om han ofte var nedtrykt og endda fysisk utilpas før et stort slag, såsom Blenheim eller Oudenarde, viser han personlige indgriben f.eks. ved Ramillies og Elixheim at han fortsat havde personligt mod – et ry han havde haft siden belejringen af Maastricht i 1673.

### Militært
På det overordnede strategiske niveau havde Marlborough en sjælden evne til at forstå de grundlæggende spørgsmål, mens han måtte håndtere tvivlende regeringer og tøvende allierede. Han led stærk under obstruerende hollandske politikere i felten og generaler, og måtte ofte gå på kompromis for at sikre sig deres medvirken. Som strateg foretrak han slag frem for langsomme belejringer, selv om de øjeblikkelige omkostninger som ved Schellenberg var høje. Han blev hjulpet af en dygtig stab, især hans omhyggeligt udvalgte aides-de-camp som Cadogan), og havde glæde at et fantastisk forhold til den dygtige kejserlige hærfører prins Eugen. Marlborough var vidtskuende, ofte langt foran sine samtidige i sine forestillinger, og var en mester i at vurdere sine fjenders karakter i kamp.
På det taktiske niveau var Marlborough også ekstremt dygtig. Han prøvede altid på at tage initiativet, og komme i kamp uanset om fjenden ønskede det eller ej – ved Schellenberg f.eks. opnåede han overraskelsesmomentet ved at angribe sent på eftermiddagen. Efter at have bragt sin fjende ud af balance indledte hertugen skinangreb for at trække fjendens reserver ind i kampen, mens hans egne styrker blev opstillet i kampformation. Disse skinangreb fik fjenden til at svække den sektor, som generalkaptajnen havde udvalgt til hovedangrebet, og hvor han ville samle en afgørende overlegenhed i styrker for at kunne indsætte det afgørende stød.
Når sejren var sikker, var Marlborough usædvanlig i sin tro på øjeblikkelig forfølgelse – efter slagene ved Schellenberg og Ramillies var opfølgningen ubønhørlig. Selv om Marlborough var mere tilbøjelig til at manøvrere end sine modstandere, og var bedre til at fastholde tempoet i operationerne på afgørende tidspunkter, er hertugen mere en dygtig praktiker indenfor begrænsningerne i krigsførelse i det tidlige 18. århundrede end en stor fornyer, som radikalt ændrede militær teori. Hertil kom, at hans taktik – angrib fjendens flanker og bryd igennem i centrum – blev noget forudsigelig. Alligevel var hans forkærlighed for ild, bevægelse og koordinerede angreb med alle våbengrene fundamentet for hans store successer på slagmarken.
Marlboroughs administrative evner og sans for detaljer betød, at hans tropper sjældent manglede brød, sko, klæder telte eller kvarter – når hans hær ankom til sit bestemmelsessted var den intakt og klar til kamp.  Selv om han undgik fornyelse, havde han en evne til at få eksisterende forsyningssystemer til at fungere godt. Det var de evner, som gjorde Marlborough fremragende.
Alt dette ville imidlertid ikke havde betydet noget uden hans enorme udholdenhed, vilje og selvdisciplin. Som Winston Churchill skrev: "Han anførte Europas hære mod Frankrig i ti felttog. Han udkæmpede fire store slag og mange vigtige kampe ... han udkæmpede aldrig et slag, som han ikke vandt, eller belejrede en fæstning, som han ikke indtog ... han forlod krigen som uovervindelig." Ingen anden britisk soldat har nogensinde båret så stor en vægt og et så varieret ansvar.

## Eftermæle
Hertugen af Marlborough efterlod sig hertugdømmet til sine arvinger og England en krigshelt. Hans efterkommere bor stadig på Blenheim Palace, som kongen gav ham og er opkaldt efter hans mest berømte sejr, slaget ved Blenheim. Det er i dag en meget seværdig turistattraktion. Blandt hans mest berømte efterkommere er Winston Churchill, der blev født på Blenheim Palace og var engelsk premierminister under Anden Verdenskrig. Winston Churchill har også skrevet en biografi om hertugen, to bind med titlen "Marlborough: His Life and Times".

## Populær kultur
Marlborough er indirekte ophav for Mallebrok, via drikkevisen For he is a jolly good fellow, der begyndte som en fransk soldatersang, Malbrouk s'en va t'en guerre (= Marlborough drog i krigen ud). Sangen holdt sig længe i Frankrig – Marie Antoinette skal have sunget den for sine børn. Den kom senere til England, men fik ny tekst. 